# Список Навального
Список Навального — список санкционного предложения, составленный в 2021 году командой Алексея Навального и состоящий из лиц, обвиняемых в коррупции и нарушениях прав человека, а также непосредственно связанных с отравлением и лишением свободы российского оппозиционного лидера Алексея Навального. Впоследствии данный список частично лёг в основу санкций за вторжение России на Украину.

## История
8 февраля 2021 года исполнительный директор Фонда борьбы с коррупцией Владимир Ашурков предложил Евросоюзу список из 35 лиц для наложения санкций в связи с лишением свободы Алексея Навального.
Ранее, 15 октября 2020 «за использование химического оружия для попытки убийства Алексея Навального» Евросоюзом уже были введены санкции против шести высокопоставленных российских чиновников, силовиков и ГосНИИОХТа, который занимался разработкой «Новичка». Санкции предусматривают «запрет на поездки в ЕС и замораживание активов для физических лиц, а также замораживание активов для юридического лица. Кроме того, физическим и юридическим лицам из ЕС запрещено предоставлять средства перечисленным в списке лицам». В тот же день о введении аналогичных санкций объявила Великобритания.
2 марта 2021 года Европейский союз ввел санкции против руководителей российских силовых ведомств в связи с отравлением Алексея Навального. Позже в этот же день Соединённые Штаты ввели санкции против семи россиян и трёх организаций из-за ситуации с Навальным.
24 марта 2021 Канада ввела санкции против девяти россиян в связи с отравлением Алексея Навального.
20 августа 2021 Великобритания ввела санкции против семи сотрудников ФСБ, которых она считает причастными к отравлению. США ввели санкции против девяти сотрудников ФСБ, а также двух организаций. Помимо этого, США объявили о введении второго раунда санкций против России за использование химического оружия при отравлении Навального, согласно которому США ввели дополнительные ограничения на экспорт товаров и технологий, связанных с ядерной и ракетной промышленностью, а также ограничения на импорт некоторых видов российского огнестрельного оружия и боеприпасов.
Но уже 22 сентября 2021 Комитет по регламенту палаты представителей конгресса США одобрил законопроект, предлагающий ввести санкции против 35 человек из представленного соратниками Алексея Навального списка.
24 сентября 2021 Палата представителей Конгресса США одобрила поправку об ужесточении антироссийских санкций в проекте оборонного бюджета на новый финансовый год. В законопроекте Палаты представителей фигуранты списка названы «российскими клептократами и нарушителями прав человека».
7 октября 2021 года сенаторы Бен Кардин и Роджер Уикер внесли в Конгресс законопроект, предлагающий ввести санкции против лиц из списка Навального, добавив их в глобальные санкции Магнитского.
7 марта 2022 года Канада расширила список россиян, против которых ввела санкции за вторжение России на Украину. Премьер-министр Канады Джастин Трюдо отметил, что эти имена взяты из списка Навального.

## Список
Не все из списка попали под санкции сразу, непосредственно в связи с отравлением и арестом Алексея Навального. Некоторые уже находились под санкциями, на тот момент, в отдельных государствах. Многие попали под санкции во время вторжения России на Украину.
| №  | Имя Фамилия          | Род занятий                                                                                  | Основания для включения (по мнению ФБК) | Дата введения санкций |
| -- | -------------------- | -------------------------------------------------------------------------------------------- | --- | --- |
| 1  | Роман Абрамович      | Бизнесмен-миллиардер (11,3 млрд $)                                                           | Один из ключевых участников и выгодоприобретателей «кремлёвской клептократии» со значительными связями и активами на Западе | 10 марта 2022 14 марта 2022 15 марта 2022 16 марта 2022 5 апреля 2022 19 октября 2022                                           |
| 2  | Денис Бортников      | Заместитель президента-председателя правления ВТБ                                            | Сын Александра Бортникова, директора ФСБ. Действует как «кошелёк» для теневых доходов отца | 22 февраля 2022 23 февраля 2022 24 февраля 2022 25 февраля 2022 26 февраля 2022 3 марта 2022 18 марта 2022 19 октября 2022      |
| 3  | Андрей Костин        | Президент-председатель правления ВТБ                                                         | Банк «отмывает» деньги крупных российских чиновников | 6 апреля 2018 15 марта 2019 24 июня 2021 23 февраля 2022 25 февраля 2022 3 марта 2022 10 марта 2022 18 марта 2022 6 апреля 2022 |
| 4  | Михаил Мурашко       | Министр здравоохранения                                                                      | Ответственный за сокрытие отравления Алексея Навального и воспрепятствование его эвакуации на лечение в Германию | 6 марта 2022 9 июня 2022 24 февраля 2023                                                                                        |
| 5  | Дмитрий Патрушев     | Министр сельского хозяйства                                                                  | Сын Николая Патрушева, главы Совета Безопасности России. Действует как «кошелёк» для теневых доходов отца | 6 марта 2022 15 марта 2022 9 июня 2022 1 июля 2022 12 октября 2022                                                              |
| 6  | Игорь Шувалов        | Бывший первый вице-премьер. Председатель государственной корпорации развития «ВЭБ.РФ»        | Пособник государственной коррупционной системы. Имеет связи и активы на Западе | 23 февраля 2022 24 февраля 2022 25 февраля 2022 3 марта 2022 14 марта 2022 18 марта 2022 19 октября 2022                        |
| 7  | Владимир Соловьёв    | Телеведущий                                                                                  | Один из главных «рупоров госпропаганды», покрывающий незаконные репрессивные меры в отношении Алексея Навального и оппозиции | 23 февраля 2022 6 марта 2022 15 марта 2022                                                                                      |
| 8  | Алишер Усманов       | Бизнесмен-миллиардер (13,4 млрд $)                                                           | Один из ключевых участников и выгодоприобретателей «кремлёвской клептократии» со значительными связями и активами на Западе | 28 февраля 2022 3 марта 2022 4 марта 2022 10 марта 2022                                                                         |
| 9  | Александр Бастрыкин  | Глава Следственного комитета                                                                 | Фабрикация уголовных дел против журналистов, активистов и представителей оппозиции | 9 января 2017 3 ноября 2017 2 марта 2021                                                                                        |
| 10 | Александр Бортников  | Директор Федеральной службы безопасности                                                     | Ответственность за попытку отравления Алексея Навального (также попал под санкции и как причастный к лишению свободы Алексея Навального)                                                                                             | 15 октября 2020 2 марта 2021 23 марта 2021 23 февраля 2022 18 марта 2022                                                        |
| 11 | Константин Эрнст     | Генеральный директор телекомпании «Первый канал»                                             | Один из главных «рупоров госпропаганды», покрывающий незаконные репрессивные меры в отношении оппозиции и разжигающий социальную вражду                                                                                              | 6 марта 2022 15 марта 2022 |
| 12 | Виктор Гаврилов      | Начальник управления экономической безопасности в ФСБ                                        | Ответственность за арест Навального после прилёта в Москву 17 января 2021 года (в том числе за изменение аэропорта прибытия самолёта)                                                                                                | 6 марта 2022 |
| 13 | Дмитрий Иванов       | Глава томского ФСБ во время отравления Алексея Навального                                    | После событий в Томске повышен в должности до главы УФСБ по более крупной Челябинской области | 6 марта 2022 |
| 14 | Александр Калашников | Директор Федеральной службы исполнения наказаний (ФСИН)                                      | Организация незаконного ареста Алексея Навального по возвращении в Москву и систематическое нарушения прав человека в местах лишения свободы (также попал под санкции и как причастный к отравлению Алексея Навального)              | 2 марта 2021 23 марта 2021 |
| 15 | Сергей Кириенко      | Первый заместитель главы Администрации президента, ответственный за внутреннюю политику      | Причастность к недопуску независимых кандидатов на выборы и попыткам воспрепятствовать «Умному голосованию» (попал под санкции за причастность к отравлению и лишению свободы Навального)                                            | 15 октября 2020 2 марта 2021 23 марта 2021 18 марта 2022                                                                        |
| 16 | Елена Морозова       | Судья Химкинского районного суда                                                             | Санкционировала незаконный арест Навального на 30 суток после прилёта в Россию 17 января 2021, чем поспособствовала его дальнейшему лишению свободы                                                                                  | 10 марта 2022 |
| 17 | Денис Попов          | Прокурор Москвы                                                                              | Причастность к развороту репрессивной кампании против команды Навального | |
| 18 | Маргарита Симоньян   | Главный редактор государственной медиасети «RT»                                              | Один из главных «рупоров госпропаганды», позиционирующая себя как главное оружие информационной войны против всего западного мира | 23 февраля 2022 6 марта 2022 15 марта 2022 18 марта 2022                                                                        |
| 19 | Игорь Янчук          | Начальник ГУВД города Химки                                                                  | Организация незаконного судебного процесса, поспособствовавшего дальнейшему незаконному лишению свободы Алексея Навального | 10 марта 2022 |
| 20 | Виктор Золотов       | Директор Национальной гвардии                                                                | Проявил наибольшую активность в подавлении уличных акций сторонников Навального. Вызывал Навального на дуэль и угрожал «сделать из него фарш» (попал под санкции и как причастный к отравлению и лишению свободы Алексея Навального) | 6 апреля 2018 2 марта 2021 15 марта 2022 18 марта 2022 23 марта 2021                                                            |
| 21 | Олег Дерипаска       | Бизнесмен-миллиардер (2,3 млрд $)                                                            | Один из ключевых участников и выгодоприобретателей «кремлёвской клептократии» со значительными связями и активами на Западе | 6 апреля 2018 6 марта 2022 10 марта 2022 18 марта 2022                                                                          |
| 22 | Алексей Миллер       | Председатель Правления ОАО «Газпром»                                                         | Один из ключевых участников и выгодоприобретателей «кремлёвской клептократии», являющийся скрытым инструментом влияния России за рубежом                                                                                             | 6 апреля 2018 4 марта 2022 10 марта 2022 14 марта 2022                                                                          |
| 23 | Игорь Сечин          | Председатель Правления ПАО «НК „Роснефть“»                                                   | Один из ключевых участников и выгодоприобретателей «кремлёвской клептократии», способствующий поддержке режима Николаса Мадуро в Венесуэле                                                                                           | 28 апреля 2014 15 марта 2019 28 февраля 2022 10 марта 2022 18 марта 2022                                                        |
| 24 | Геннадий Тимченко    | Бизнесмен-миллиардер (14,4 млрд $)                                                           | Один из ключевых участников и выгодоприобретателей «кремлёвской клептократии» со значительными связями и активами на Западе. Один из ближайших союзников и «кошелёк» Путина                                                          | 21 марта 2014 22 декабря 2015 22 февраля 2022 28 февраля 2022 18 марта 2022                                                     |
| 25 | Николай Токарев      | Председатель правления ПАО «Транснефть»                                                      | Один из ключевых участников и выгодоприобретателей «кремлёвской клептократии» и «строителей» «дворца Путина» в Геленджике | 24 февраля 2022 28 февраля 2022 3 марта 2022 10 марта 2022 14 марта 2022                                                        |
| 26 | Александр Беглов     | Губернатор Санкт-Петербурга, близкий соратник Владимира Путина                               | Один из ближайших союзников Путина, поддерживавший меры по подавлению свободы собраний и протеста | 28 февраля 2022 15 марта 2022                                                                                                   |
| 27 | Юрий Чайка           | Представитель президента в Кавказском регионе                                                | До 2020 года был генеральным прокурором России, способствовавший репрессиям мирных граждан | 28 февраля 2022 15 марта 2022 18 марта 2022                                                                                     |
| 28 | Андрей Картаполов    | Заместитель министра обороны — начальник главного управления по Военно-политическим вопросам | Причастен к гибели малайзийского авиалайнера MH17 в 2014 году и репрессиям активистов через призыв в армию | 16 февраля 2015 24 февраля 2022 10 марта 2022                                                                                   |
| 29 | Павел Крашенинников  | Депутат Госдумы, бывший министр юстиции                                                      | Автор ряда репрессивных законов, а также законов, смягчающих ответственность за коррупционные преступления чиновников | 25 февраля 2022 6 марта 2022 11 марта 2022                                                                                      |
| 30 | Михаил Мишустин      | Премьер-министр России                                                                       | Главный исполнитель политического режима Путина | 25 февраля 2022 28 февраля 2022 15 марта 2022 18 марта 2022                                                                     |
| 31 | Элла Памфилова       | Председатель Центральной избирательной комиссии                                              | Пособничество в фальсификациях и последующей легитимизации выборов | 10 марта 2022 |
| 32 | Дмитрий Песков       | Пресс-секретарь президента                                                                   | Сокрытие любой информации о незаконных операциях против Алексея Навального и злонамеренных действиях режима Путина в стране или за рубежом                                                                                           | 28 февраля 2022 6 марта 2022 11 марта 2022 15 марта 2022 18 марта 2022                                                          |
| 33 | Сергей Собянин       | Мэр Москвы                                                                                   | Фальсификация выборов и содействие криминальной деятельности через коррумпированные муниципальные проекты | 28 февраля 2022 15 марта 2022                                                                                                   |
| 34 | Антон Вайно          | Глава Администрации Президента                                                               | Координатор режима Путина в России и за рубежом | 23 февраля 2022 28 февраля 2022 15 марта 2022 18 марта 2022                                                                     |
| 35 | Андрей Воробьев      | Губернатор Московской области                                                                | Коррупционная деятельность | |

Помимо лиц из списка, представленного соратниками Алексея Навального, под санкции также попали и другие причастные к его отравлению и аресту:
| №  | Имя Фамилия                          | Род занятий                                                                              | Основания для включения                                | Дата введения санкций                                    |
| -- | ------------------------------------ | ---------------------------------------------------------------------------------------- | ------------------------------------------------------ | -------------------------------------------------------- |
| 36 | Андрей Ярин                          | Начальник управления президента России по внутренней политике                            | Причастность к отравлению и лишению свободы Навального | 15 октября 2020 2 марта 2021 23 марта 2021               |
| 37 | Алексей Криворучко                   | Заместитель министра обороны                                                             | Причастность к отравлению и лишению свободы Навального | 15 октября 2020 2 марта 2021 23 марта 2021 18 марта 2022 |
| 38 | Павел Попов                          | Заместитель министра обороны                                                             | Причастность к отравлению и лишению свободы Навального | 15 октября 2020 2 марта 2021 23 марта 2021 18 марта 2022 |
| 39 | Сергей Меняйло                       | Полномочный представитель президента Российской Федерации в Сибирском федеральном округе | Причастность к отравлению и лишению свободы Навального | 15 октября 2020 23 марта 2021                            |
| 40 | Игорь Краснов                        | Генеральный прокурор РФ                                                                  | Причастность к отравлению и лишению свободы Навального | 2 марта 2021 23 марта 2021 15 марта 2022                 |
| 41 | Кирилл Васильев                      | Директор Института криминалистики ФСБ                                                    | Причастность к отравлению Навального                   | 20 августа 2021                                          |
| 42 | Алексей Седов                        | Глава Второй службы ФСБ (Служба по защите конституционного строя и борьбе с терроризмом) | Причастность к отравлению Навального                   | 20 августа 2021                                          |
| 43 | Алексей Александров (Алексей Фролов) | Оперативник-криминалист ФСБ                                                              | Причастность к отравлению Навального                   | 20 августа 2021                                          |
| 44 | Владимир Паняев                      | Сотрудник ФСБ                                                                            | Причастность к отравлению Навального                   | 20 августа 2021                                          |
| 45 | Иван Осипов (Иван Спиридонов)        | Оперативник-криминалист ФСБ                                                              | Причастность к отравлению Навального                   | 20 августа 2021                                          |
| 46 | Владимир Богданов                    | Глава Центра специальной техники ФСБ, бывший директор Института криминалистики           | Причастность к отравлению Навального                   | 20 августа 2021                                          |
| 47 | Станислав Макшаков                   | Заместитель директора Института криминалистики ФСБ                                       | Причастность к отравлению Навального                   | 20 августа 2021                                          |
| 48 | Константин Кудрявцев                 | Сотрудник Института криминалистики                                                       | Причастность к отравлению Навального                   | 20 августа 2021                                          |
| 49 | Артур Жиров                          | Бывший директор 27-го научного центра, специалист по химическому оружию                  | Причастность к отравлению Навального                   | 20 августа 2021                                          |

А также организации:
| № | Название | Основания для включения | Дата введения санкций        |
| - | --- | --- | ---------------------------- |
| 1 | Государственный научно-исследовательский институт органической химии и технологий (ГосНИИОХТ)                   | Разработка химического оружия, в том числе «Новичка» | 15 октября 2020 2 марта 2021 |
| 2 | 27-й Научный центр Минобороны (27-й ЦНИИ)                                                                       | Применение информационных технологий военного и двойного назначения | 2 марта 2021                 |
| 3 | 33-й Центральный НИИ Минобороны (33-й ЦНИИ)                                                                     | Участие в производстве «Новичка», вопреки тому, что является головным разработчиком всех технологий уничтожения отравляющих веществ, используемых на российских объектах по уничтожению химоружия | 2 марта 2021                 |
| 4 | Институт криминалистики ФСБ                                                                                     | Связь сотрудников с операцией по отравлению Алексея Навального | 20 августа 2021              |
| 5 | Государственный научно-исследовательский испытательный институт военной медицины Министерства обороны (ГНИИ ВМ) | Сотрудничество с 27-м научным центром и 33-м научно-исследовательским институтом | 20 августа 2021              |

## Реакция России
В феврале 2021 года Министр иностранных дел РФ Сергей Лавров заявил о готовности разорвать отношения с ЕС в случае принятия им данного списка.
В сентябре 2021 пресс-секретарь МИДа РФ Мария Захарова предостерегла США от «необдуманного шага» в связи с предложением Конгресса ввести новые санкции против официальных лиц и общественных деятелей России.